# リロフェー (小惑星)
リロフェー (1003 Lilofee) は、小惑星帯にある小惑星。カール・ラインムートがハイデルベルクのケーニッヒシュトゥール天文台で発見した。
ドイツの民話に登場する若い女性（ヨセフ・ヴェーナーが彼女を扱った作品を書いたことでも知られている）に因んで名付けられた。